# Avenir Beggen
Avenir Beggen is een Luxemburgse voetbalclub uit Beggen. De traditionele kleuren zijn geel en zwart.

## Geschiedenis
De club werd in 1915 opgericht en speelde in 1939 voor het eerst in de hoogste klasse. Van 1965 tot 2006 speelde de club zonder onderbreking in de hoogste klasse en kende in deze veertig jaar een glorieperiode. Na de titel in 1969 was het tot 1982 wachten op de volgende. De laatste landstitel werd in 1994 gewonnen.
In 2006 degradeerde Avenir Beggen, maar kon na één seizoen terugkeren. Avenir werd vijfde, maar het volgende seizoen moest de club opnieuw degraderen naar de Éirepromotioun. Sindsdien kwam het niet meer uit bij de elite. Het kwam daarna enige seizoenen uit in de hogere amateurreeksen.

## Erelijst
- Landskampioen

winnaar (6): 1969, 1982, 1984, 1986, 1993, 1994
- Beker van Luxemburg

Winnaar (7): 1983, 1984, 1987, 1992, 1993, 1994, 2002
Finalist (4): 1974, 1988, 1989, 1998

## Eindklasseringen vanaf 1946
| 7 |

| 8 |

| 9 |

| 1 |

| 7 |

| 2 |

| 6 |

| 6 |

| 6 |

| 10 |

| 7 |

| 9 |

| 12 |

| 1 |

| 1 |

| 5 |

| 1 |

| 10 |

| 12 |

| 2 |

| 6 |

| 9 |

| 7 |

| 1 |

| 7 |

| 4 |

| 5 |

| 8 |

| 4 |

| 2 |

| 8 |

| 5 |

| 9 |

| 4 |

| 8 |

| 5 |

| 1 |

| 2 |

| 1 |

| 3 |

| 1 |

| 2 |

| 2 |

| 4 |

| 2 |

| 4 |

| 2 |

| 1 |

| 1 |

| 3 |

| 6 |

| 4 |

| 5 |

| 3 |

| 4 |

| 10 |

| 7 |

| 10 |

| 9 |

| 12 |

| 12 |

| 2 |

| 5 |

| 14 |

| 9 |

| 13 |

| 4 |

| 5 |

| 3 |

| 2 |

| 11 |

| 14 |

| 14 |

| 1 |

| 12 |

| 3 |

| 5 |

| 2 |

| 9 |

| Nationaldivisioun | Éirepromotioun | 1. Divisioun | 2. Divisioun |

## In Europa
Avenir Beggen speelt sinds 1969 in diverse Europese competities. Hieronder staan de competities en in welke seizoenen de club deelnam:
- Champions League (2x)

1993/94, 1994/95
- Europacup I (4x)

1969/70, 1982/83, 1984/85, 1986/87
- Europacup II (5x)

1974/75, 1983/84, 1987/88, 1988/89, 1992/93
- UEFA Cup (5x)

1975/76, 1985/86, 1990/91, 1995/96, 2002/03

## Bekende (oud-)spelers
- Frank Deville
- Gilbert Dresch
- Ralph Ferron
- Jean-Paul Girres
- Luc Holtz
- Armin Krings
- Théo Malget
- Hubert Meunier
- Jeannot Moes
- Paul Philipp
- Patrick Posing
- Théo Scholten
- Jean Vanek
- Nico Wagner
- Thomas Wolf
- Mikhail Zaritskiy